# ماولیک کارا
ماولیک کارا (به انگلیسی: Mavelikkara) یک منطقهٔ مسکونی در هند است که در بخش الاپوژا واقع شده‌است. ماولیک کارا ۱۲٫۶۵ کیلومتر مربع مساحت و ۲۶٬۴۲۱ نفر جمعیت دارد.